# Лаврентьев, Михаил (футболист)
Михаи́л Лавре́нтьев (эст. Mihhail Lavrentjev; 22 февраля 1990, Таллин) — эстонский футболист, вратарь.

## Биография
Михаил Лаврентьев является воспитанником Валерия Брылина, клуба «Левадия». В 2006 и 2007 годах он выступал за команды «Левадия-Юниор» и «Маарду Эстеве» во Второй и Третьей лигах Эстонии соответственно, которые были фарм-клубами той же «Левадии».
В 2008 году Михаила Лаврентьева отдали в аренду клубу «Аякс Ласнамяэ» до конца сезона. В «Аяксе Ласнамяэ» он дебютировал в Первой лиге Эстонии (Эсилига), он также играл за молодёжный состав и в дубле «Аякс Ласнамяэ-2» во Второй лиге.
В начале сезона 2009 года Михаил Лаврентьев был заявлен в «Левадию-2», но в стартовый состав он так ни разу и не вошёл. В августе того же года он отправился в аренду в «Нымме Калью-2», выступающий во Второй лиге Эстонии фарм-клуб «Нымме Калью».
В 2010 году Михаил Лаврентьев присоединился к таллинскому клубу «Легион», выступающему в Первой лиге Эстонии. В 2011 году он также провёл несколько матчей за фарм-клуб «Легион-2», выступающий во Второй лиге Эстонии.
В ноябре 2010 года Эстонская футбольная ассоциация дисквалифицировала условно Михаила Лаврентьева в связи с его участием в тотализаторах.
В августе 2011 года Михаил Лаврентьев перешёл в латвийский клуб «Юрмала-VV», выступающий в Высшей лиге Латвии. В этом же году в одном матче он вышел на замену в качестве защитника.
После окончания сезона 2011 года Михаил Лаврентьев вернулся на родину, где выступал за клубы Премиум Лиги «Курессааре», «Пайде» и «Калев» из Силламяэ.
В 2015 году вместе с Володиным и Машичевым перешёл в «Инфонет» (позднее — «ФКИ Таллинн»). Сыграл 29 матчей за основную команду клуба в сезоне 2015 года и по две игры — в двух последующих. Чемпион Эстонии 2016 года.
После слияния «ФКИ Таллинн» и «Левадии» в конце 2017 года покинул команду. Сезон 2018 года провёл в клубе ФК «Таллин» в пятом дивизионе.